# Rooney Mara

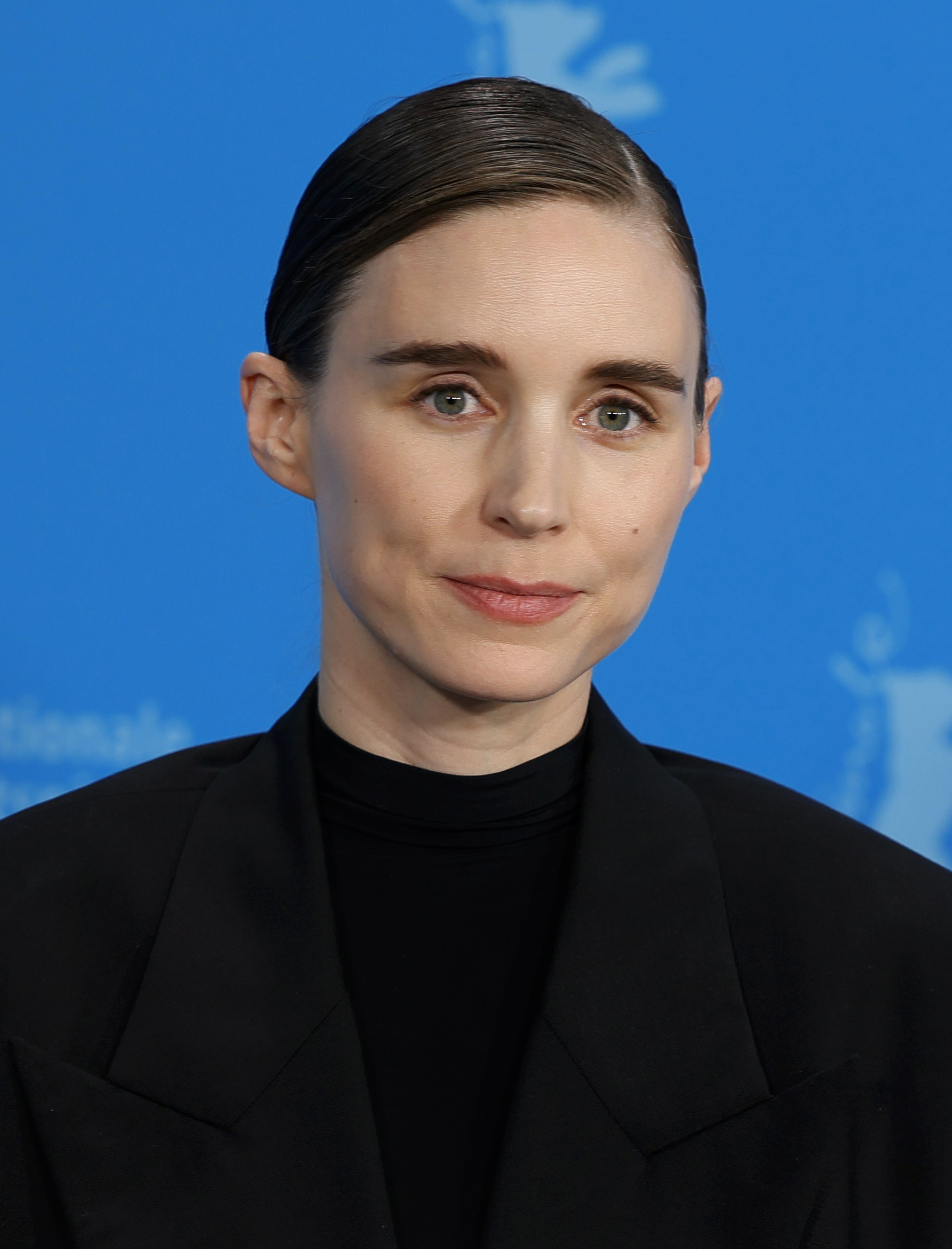
Rooney Mara bei der Berlinale 2024

Patricia Rooney Mara (* 17. April 1985 in Bedford, New York) ist eine US-amerikanische Schauspielerin. Zu Beginn ihrer Karriere wurde sie häufig unter dem Namen Tricia Mara geführt.

## Leben und Karriere
Rooney Mara ist die Tochter von Timothy Christopher Mara und Kathleen Mara (geb. McNulty). Sie hat drei Geschwister: Daniel, Conor und Kate Mara, die ebenfalls Schauspielerin ist. Sie wuchs in New York auf und besuchte dort die Highschool. Anschließend reiste sie im Rahmen eines Lernprogramms nach Ecuador, Peru und Bolivien. Seit dieser Zeit engagiert sie sich für die Wohltätigkeitsorganisation Faces of Kibera. Später studierte sie Psychologie an der New York University. 2010 machte sie dort ihren Abschluss. Ihr Vorbild ist Gena Rowlands.
Ihre erste kleine Rolle übernahm Mara 2005 im Film Düstere Legenden 3. Anschließend spielte sie einige Gastrollen in Fernsehserien wie Emergency Room – Die Notaufnahme und Law & Order: New York. 2009 war sie in den Dramen Dare und The Winning Season zu sehen. Beide Filme hatten auf dem Sundance Film Festival 2009 Premiere. Das Magazin Filmmaker zählte sie daraufhin zu den „25 neuen Gesichtern des Independent-Films“. Im selben Jahr war sie auch in den Filmen Youth in Revolt und Tanner Hall zu sehen. Darin spielte sie ihre erste Hauptrolle und wurde erstmals unter dem Namen Rooney Mara statt Tricia Mara geführt.
Größere Bekanntheit erlangte Mara 2010 durch ihre Rolle in dem Horrorfilm A Nightmare on Elm Street, der Neuverfilmung des gleichnamigen Originalfilms aus dem Jahr 1984. Im selben Jahr stand sie unter der Regie von David Fincher für das Drama The Social Network vor der Kamera. Der Film erzählt die Entstehungsgeschichte des sozialen Netzwerks Facebook und seines Gründers Mark Zuckerberg. Mara und ihre Schauspielkollegen erhielten für ihre Ensembleleistung einige Filmpreise.
Neben Daniel Craig spielte sie 2011 die Rolle der Lisbeth Salander im US-amerikanischen Remake des Films Verblendung nach dem gleichnamigen Roman von Stieg Larsson, wiederum unter der Regie von David Fincher. Der US-Filmtitel lautet The Girl with the Dragon Tattoo. Mara wurde für ihre Darbietung 2012 unter anderem für einen Oscar und Golden Globe nominiert. Die Rolle verhalf ihr zum internationalen Durchbruch. Bei den Internationalen Filmfestspielen von Cannes wurde Rooney Mara 2015 als beste Hauptdarstellerin im Film Carol ausgezeichnet und ein weiteres Mal für einen Oscar nominiert.
Rooney Mara ernährt sich aus ethischen Gründen vegan. Sie verwendet keine Lederprodukte und hat ein Label gegründet, das vegane Mode produziert.
Mara ist mit Joaquin Phoenix verlobt; sie wurden im September 2020 Eltern eines Sohnes, der im Gedenken an Joaquins verstorbenen Bruder River genannt wurde.

## Synchronisation
Mara wird seit 2014 von Kaya Marie Möller synchronisiert, die sie auch in Verblendung sprach. Vorher wurde sie von Julia Kaufmann (A Nightmare on Elm Street, Her, Ain’t Them Bodies Saints), Annina Braunmiller-Jest (Das Mädchen von Tanner Hall, Youth in Revolt), Nicole Hannak (The Social Network) und Manja Doering (Side Effects) synchronisiert.

## Filmografie

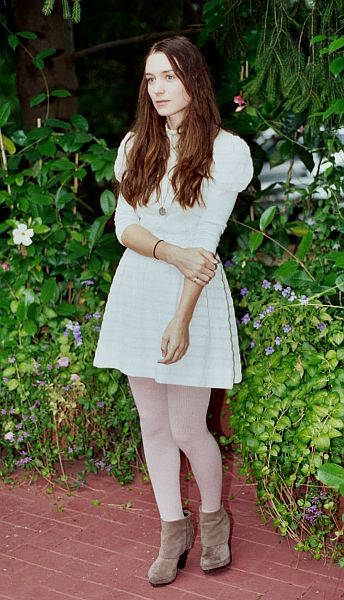
Mara in East Hampton (2009)

### Filme
- 2005: Düstere Legenden 3 (Urban Legends: Bloody Mary)
- 2008: Dream Boy
- 2009: Dare – Hab’ keine Angst, tu’s einfach! (Dare)
- 2009: The Winning Season
- 2009: Friends (With Benefits)
- 2009: Youth in Revolt
- 2009: Die Mädchen von Tanner Hall (Tanner Hall)
- 2010: A Nightmare on Elm Street
- 2010: The Social Network
- 2011: Verblendung (The Girl with the Dragon Tattoo)
- 2013: Side Effects – Tödliche Nebenwirkungen (Side Effects)
- 2013: The Saints – Sie kannten kein Gesetz (Ain’t Them Bodies Saints)
- 2013: Her
- 2014: Trash
- 2015: Carol
- 2015: Pan
- 2016: Ein verborgenes Leben – The Secret Scripture (The Secret Scripture)
- 2016: Lion – Der lange Weg nach Hause (Lion)
- 2016: Kubo – Der tapfere Samurai (Kubo and the Two Strings, Sprecherin)
- 2016: Una und Ray
- 2017: The Discovery
- 2017: A Ghost Story
- 2017: Song to Song
- 2018: Don’t Worry, weglaufen geht nicht (Don’t Worry, He Won’t Get Far on Foot)
- 2018: Maria Magdalena (Mary Magdalene)
- 2018: Dominion (Dokumentarfilm)
- 2021: Nightmare Alley
- 2022: Die Aussprache (Women Talking)
- 2024: La Cocina – Der Geschmack des Lebens (La Cocina)

### Fernsehserien
- 2006: Law & Order: Special Victims Unit (1 Episode)
- 2007: Women’s Murder Club (1 Episode)
- 2008: The Cleaner (1 Episode)
- 2009: Emergency Room – Die Notaufnahme (ER, 2 Episoden)

## Auszeichnungen
| Jahr | Preis                                            | Kategorie                       | Film               | Resultat  |
| ---- | ------------------------------------------------ | ------------------------------- | ------------------ | --------- |
| 2010 | Broadcast Film Critics Association               | Bestes Schauspiel-Ensemble      | The Social Network | Nominiert |
| 2010 | Hollywood Film Festival                          | Ensemble des Jahres             | The Social Network | Gewonnen  |
| 2010 | Washington D.C. Area Film Critics Association    | Bestes Schauspiel-Ensemble      | The Social Network | Nominiert |
| 2010 | San Diego Film Critics Society Awards            | Bestes Schauspiel-Ensemble      | The Social Network | Nominiert |
| 2010 | Phoenix Film Critics Society Awards              | Bestes Schauspiel-Ensemble      | The Social Network | Gewonnen  |
| 2011 | Central Ohio Film Critics Association            | Bestes Schauspiel-Ensemble      | The Social Network | Nominiert |
| 2011 | Palm Springs International Film Festival         | Bestes Schauspiel-Ensemble      | The Social Network | Gewonnen  |
| 2011 | National Board of Review                         | Beste Nachwuchsdarstellerin     | Verblendung        | Gewonnen  |
| 2012 | Santa Barbara International Film Festival        | Beste Schauspielerin            | Verblendung        | Gewonnen  |
| 2012 | St. Louis Gateway Film Critics Association Award | Beste Schauspielerin            | Verblendung        | Gewonnen  |
| 2012 | Oscar                                            | Beste Hauptdarstellerin         | Verblendung        | Nominiert |
| 2012 | Golden Globe Award                               | Beste Hauptdarstellerin – Drama | Verblendung        | Nominiert |
| 2012 | Saturn Award                                     | Beste Hauptdarstellerin         | Verblendung        | Nominiert |
| 2012 | MTV Movie Award                                  | Beste Schauspielerin            | Verblendung        | Nominiert |
| 2012 | MTV Movie Award                                  | Bester Newcomer                 | Verblendung        | Nominiert |
| 2012 | MTV Movie Award                                  | Beste Filmverwandlung           | Verblendung        | Nominiert |
| 2015 | Internationale Filmfestspiele von Cannes         | Beste Darstellerin              | Carol              | Gewonnen  |
| 2016 | Oscar                                            | Beste Nebendarstellerin         | Carol              | Nominiert |
| 2016 | Golden Globe Award                               | Beste Hauptdarstellerin – Drama | Carol              | Nominiert |
| 2016 | British Academy Film Award                       | Beste Nebendarstellerin         | Carol              | Nominiert |
| 2016 | Screen Actors Guild Award                        | Beste Nebendarstellerin         | Carol              | Nominiert |
| 2016 | Goldene Himbeere                                 | Schlechteste Nebendarstellerin  | Pan                | Nominiert |